# Toyoki Hasegawa
Toyoki Hasegawa (長谷川 豊喜 Hasegawa Toyoki?), född 18 april 1986 i Kumamoto prefektur, är en japansk före detta fotbollsspelare.
Hasegawa började sin karriär 2005 i Sagan Tosu. Han spelade 82 ligamatcher för klubben. 2009 flyttade han till Verspah Oita. Han avslutade karriären 2018.